# Shamansk healing
Shamansk healing är en energimedicinsk riktning som åberopar Urfolks traditioner. Här talas det om det strålande energifältet som omger människokroppen, se aura.
I denna riktning finns mycket som är likt det österländska synsättet ayur-veda energier, chakran, meridianer m.m. Men man kan också se klara kopplingar till Wicca-rörelsen. Man kan även hitta liknande övningar inom shamanism som i Qi Gong och Taiji.